# Šentgotard
Šentgotard je naselje v Občini Zagorje ob Savi.